# Bjala reka (vattendrag i Bulgarien, Chaskovo)
Bjala reka (bulgariska: Бяла река) är ett vattendrag i Bulgarien.   Det ligger i regionen Chaskovo, i den sydöstra delen av landet, 280 kilometer sydost om huvudstaden Sofia.
Omgivningarna runt Bjala reka är en mosaik av jordbruksmark och naturlig växtlighet. Runt Bjala reka är det glesbefolkat, med 11 invånare per kvadratkilometer.